# Канзафар-бий
Канзафар-бий (баш. Ҡәнзәфәр бей) — вождь башкирского племени мин, инициатор добровольного присоединения Башкирии к Русскому государству. Возглавил борьбу башкир-минцев против Ногайской Орды.

## Биография
Канзафар-бий — башкир, родовой старшина, бий, тархан. Происходил из правящего тарханского рода башкир племени мин.
Его имя Ҡәнзәфәр означает с арабского «лев» "Ҡан" в переводе с башкирского языка вождь племени, правитель; зәфәр - победа. 
Своим родоначальником, как и многие башкирские бии и тарханы основного рода минг считал Санаклы-хана, бывшего правителя Мавераннахра (государство на реке Сыр-Дарья, территория нынешнего Узбекистана), Урадач-бия с тысячью колчанами (Мен hазаклы Урадас бий), владения которого простирались от берегов Камы на севере до земель ногайцев и сартов на юге и уйгуров на востоке.   

## Возвышение
После взятия 1552—1553 годах Великим Князем Иваном IV Казани и завоевания Русью Казанского ханства, ногайские мурзы Кара-Килембет и Аксак-Килембет вместе с Туря-ханом решили уйти ушли из этих насиженных земель и силой увести от влияния русских подвластные им башкирские племена. Башкиры минги организовали антиногайское восстание, предводителем которого стал самый молодой из биев — Канзафар. Часть мингов все же ушла с ногайцами на территорию нынешней Кубани, но большая часть башкир приняла сторону Канзафар-бия и осталась на родных землях. Весной на всеобщем собрании Йыйын башкир-мингов Канзафар-бия, сын Муса-бия, племянник бывшего предводителя минских родов — Субай-туря, был избран Предводителем 12 родов мингов.
Зимой 1554 года во главе посольства знатных мингов и родовых старшин ездил в Казань — просить от имени соотечественников российского царя Ивана Грозного о добровольном присоединении мингов (одного из самых крупных башкирских племен) к Русскому государству. Вёл переговоры с царским наместником в Казани, боярином Шуйский-Горбатовым и князем Андреем Курбским, о принятии юго-западных башкир мингов в российское подданства. Иван IV пожаловал Канзафар бию звание тархана. Получил «Жалованную грамоту» на вотчинное владение своих земель.
Свидетельством того, что именно Канзафар-бий стал одним из первых посланцем башкирского народа к русскому «Белому» царю и, что именно этот человек объединил башкир племени Мин, собрав их под началом Российского государства, являются шежере — родословные юго-западных башкир мингов.

## Семья и дети
У князя Канзафара было четыре сына:
- Куджабакты-бий;
- Худайбакты-бий;
- Кудаш-бий;
- Дистан-бий.

## Подтверждение вотчинных прав мингов
1667 году посольство минских башкир в составе: Янбахты-князь, сына Кудаш-бия; Махмуд-бий, сына Дистан-бия; Камачык-бий, сына Яйыксабый-бия и Уразлы-бий, сына Урман-бия поехали к Царю и Великому Князю Алексею Михайловичу Романову в Москву. Царь, на основании «Жалованной грамоты» царя Ивана IV, выдал им «Оберегательную грамоту» подписанную 12 мая 1667 году с подтверждением их вотчинных прав.
Второй раз 1671 году Янбахты-князь и его 11 спутников ездили в Москву и обратились к Царю Алексею Михайловичу с просьбой выдать разделительную грамоту земель между родами племени мин. На основании «Оберегательной грамоты» выданной им самим 1667 году Российский царь выдал грамоту о разделе общих вотчинных земель минских башкир между 11 родами.

## Земельные угодья мингов
Башкирские племена минских родов занимали и владели обширными и богатейшими землями, всего имели 1 102 905 десятин земли. Так всего минских волостей было:
- по Уфимскому уезду было 6 минских волостей;
- по Стерлитамакскому уезду 4 минских волостей;
- по Белебеевскому уезду 9 минских волостей;
- по Мензелинскому уезду 2 минской волости.

В разделе общей земельной вотчины участвовали:
- 4 сына главы Минской волости князя Канзафара: Куджабакты-бий, Худайбакты-бий, Кудаш-бий и Дистан-бий;
- 4 сына Чюплек-бия (сыновья Субай-туря): Яйыксабый-бий (Яик-Субы), Кадирсабый-бий (Кадыр-Субы), Минглисабый-бий (Минли-Субы) и Идельсабый-бий (Идель-Субы);
- Сын Урман-бия: Уразлы-бий;
- Сын Тенекей-бия: Мам(б)еткул-бий (внук Караман-бия, откочевавшего с ногайскими мурзами);
- Сын Акман-мурзы: Аккунды-мурза (Яик-Куда).

Детям Канзафар-бия достались удельные земли:
- Куджабакты: с Узяйского (Салузянского) устья до реки Уршаку, до устья и по обе стороны Уршаку степями и лесом до Месели речки с вершины и до устья с мелкими речками.
- Худайбакты: по реке Деме до от Чекраклынского устья на низ до реки Белой по обе стороны Демы реки; Еще по реке Белой на Нагорной стороне до муилового леса по Курку (Дему) вниз.
- Кудаш: от Кузянского устья вверх по Уршаку реке до Бюрлюкыезского устья по обе стороны с лесом и с степью, а которые впали в Дему реку, в мелкие речки не вступать; Да еще по Узеке (Узень) реке до Каменного броду между двух лесов, до озера Кундезли до Ургазиха, еще с Ургазы прямо до озера Ярыклы до Бюрлюкольских вершин с колками и перелесками; Еще с Уфимского устья вниз по Белой до Кармасанова устья по обе стороны с лесом и степью.
- Дистан: по Деме реке с Чекраклынского устья вверх до Ярышского устья по Деме реке по обе стороны, а которые впали в Уршак реку, в мелкие речушки не вступать. Позднее участок земли и род Дистана стал называться Сара(й)ли-Минской волостью.

## Память
В Благоварском районе РБ создан Башкирский историко-культурный центр «Сарайлы» имени Канзафар-бия.
В Чишминском районе установлен бюст Канзафар-бию.
В селе старые Ябалаклы установили мемориальную доску в память исторической личности 